# Charles Mallory Hatfield
Charles Mallory Hatfield (ur. 15 lipca 1875 w Kansas, zm. 12 stycznia 1958) – amerykański „zaklinacz deszczu”. Przypisuje mu się wywołanie największej powodzi w San Diego w XX w.

## Wczesne życie
Hatfield urodził się 15 lipca 1875 roku w Fort Scott w Kansas. Później jego rodzina przeprowadziła się do Południowej Kalifornii. Zajmował się sprzedażą maszyn do szycia w firmie New Home Sewing Machine Company. W 1904 roku przeprowadził się do Glendale w Kalifornii.

## Kariera[2]
W wieku 25 lat Hatfield w wolnym czasie dużo czytał o „zaklinaniu deszczu” i wkrótce rozpoczął pracę nad własnymi metodami produkcji deszczu. W 1902 roku stworzył tajną recepturę złożoną z 23 chemikaliów, które umieszczał w dużych ocynkowanych zbiornikach odparowujących. Twierdził, że to one przyciągają deszcz.
W 1904 roku Fred Binney wdrożył kampanię reklamową wynalazku Hatfielda. Rolnicy z okolic Los Angeles zaproponowali mu 50 dolarów za wywołanie deszczu. W lutym Hatfield i jego brat Paul zbudowali wieżę w La Crescenta, gdzie wypuścili swoją mieszaninę w powietrze. Próba Hatfielda zakończyła się sukcesem, więc rolnicy zapłacili mu 100 dolarów. Według raportów Instytutu Meteorologii deszcz „wywołany” przez Hatfielda był jedynie częścią nadchodzącej burzy.
Mimo to Hatfield zaczął otrzymywać coraz więcej zleceń. Obiecał Los Angeles 18 cali (46 cm) deszczu, na czym zarobił 1000 dolarów.
W 1906 roku Hatfield został zaproszony do Jukonu w Kanadzie, aby wywołać deszcz dla zależnych od wody kopalni złota Klondike Goldfields. Umowa z Klondike opiewała na 10000 dolarów. Po kilku nieudanych próbach Hatfield wymknął się swoim zleceniodawcom, zbierając jedynie 1100 dolarów. Ta porażka jednak nie powstrzymała jego zwolenników.
W 1915 r. Rada miasta San Diego, pod naciskiem klubu San Diego Wide Awake Improvement Club, zwróciła się do Hatfielda z prośbą o sprowadzenie deszczu w celu napełnienia zbiornika Dam Morena. Hatfield zaoferował najpierw, że wyprodukuje deszcz za darmo, ale ostatecznie zażyczył sobie 1000 dolarów za każdy cal wody między 40 a 50 calem. Rada przegłosowała opłatę w wys. 10000 dolarów za napełnienie całego zbiornika. Formalna umowa nigdy nie została zawarta, a sam Hatfield nadal opierał się na ustnych deklaracjach. Hatfield wraz z bratem zbudował wieżę nad jeziorem Morena. 5 stycznia 1916 r. zaczął padać ulewny deszcz, który z dnia na dzień stawał się coraz silniejszy. Suche koryta rzek zaczęły się przepełniać. Powodzie niszczyły mosty, pociągi i zrywały kable telefoniczne – nie wspominając o zalaniu wielu domów i gospodarstw. Tamy Sweetwater Dam i w Lower Otay Lake przepełniły się. Deszcz ustał 20 stycznia, ale wznowił się dwa dni później. 27 stycznia tama Lower Otay pękła, powodując spustoszenie i prawdopodobnie śmierć 20 osób.
4 lutego Hatfield powiedział na konferencji prasowej, że szkody nie powstały z jego winy, a miasto powinno było podjąć zawczasu odpowiednie środki ostrożności. Hatfield spełnił warunki umowy (napełnianie zbiornika), ale Rada miasta zgodziła się zapłacić pod warunkiem przejęcia przez Hatfielda odpowiedzialności za szkody w wysokości 3,5 mln dolarów. Poza tym nie było pisemnej umowy. Hatfield próbował najpierw wyciągnąć 4000 dolarów, a później pozwał Radę do sądu. W dwóch procesach deszcz został uznany za czyn Boży, co zwolniło go z odpowiedzialności za szkody, ale oznaczało równocześnie brak zapłaty.
Sława Hatfielda wzrosła, co przełożyło się na kolejne kontrakty na deszcz. Między innymi w 1929 roku próbował zatrzymać pożar lasu w Hondurasie i wypełnić wodą jezioro Big Bear na zlecenie firmy Bear Valley Mutual Water Company. Jednak podczas Wielkiego Kryzysu Hatfield musiał wrócić do swojego pierwotnego zajęcia, czyli sprzedaży maszyn do szycia.
Charles Hatfield zmarł 12 stycznia 1958 roku, zabierając swoją chemiczną formułę do grobu. Spoczywa na cmentarzu Forest Lawn Memorial Park w Glendale w Kalifornii.
Hatfield odniósł co najmniej 500 sukcesów. Według późniejszych komentatorów sukcesy Hatfielda wynikały głównie z jego umiejętności meteorologicznych i wyczucia okresów z wysokim prawdopodobieństwem deszczu.

## Mieszanina Hatfielda[3]
Hatfield nie ujawnił składu swojej mieszanki mającej wywoływać deszcz. Nawet jego własny brat, z którym pracował wiele lat, nigdy go nie poznał. Zawierała ona 23 składniki, spośród których domniemywane są trzy:
- proch strzelniczy – Hatfield podczas I wojny światowej zaobserwował, że po każdej większej bitwie przychodzi deszcz; stwierdził, że dym powstały po spaleniu się prochu ma właściwości przyciągające chmury deszczowe
- siarkowodór – naoczni świadkowie twierdzili, że opary pochodzące ze zbiorników miały intensywny zapach obory i siarki[a]
- związki srebra.